# Alpiner Nor-Am Cup 2005/06
Die Saison 2005/06 des Nor-Am Cup im alpinen Skisport begann am 28. November 2005 in Keystone (Colorado) bei den Herren und am 29. November 2006 in Winter Park (Colorado) bei den Damen. Sie endete am 17. März 2006 in Panorama.
Die Tabellen zeigen die fünf Bestplatzierten in der Gesamtwertung und in den Disziplinwertungen Abfahrt, Super-G, Riesenslalom, Riesenslalom und Slalom sowie die drei besten Fahrer jedes Rennens.

## Herren

### Gesamtwertung
| Rang | Name           | Land               | Punkte |
| ---- | -------------- | ------------------ | ------ |
| 1    | Jake Zamansky  | Vereinigte Staaten | 883    |
| 2    | Erik Fisher    | Vereinigte Staaten | 839    |
| 3    | Jeffrey Frisch | Kanada             | 592    |
| 4    | Gareth Sine    | Kanada             | 476    |
| 5    | Robbie Dixon   | Kanada             | 471    |

### Abfahrt
| Rang | Name                 | Land               | Punkte |
| ---- | -------------------- | ------------------ | ------ |
| 1    | Jeffrey Frisch       | Kanada             | 260    |
| 2    | Christopher Beckmann | Vereinigte Staaten | 240    |
| 3    | Kevin Francis        | Vereinigte Staaten | 225    |
| 4    | Erik Fisher          | Vereinigte Staaten | 196    |
| 5    | Gareth Sine          | Kanada             | 180    |

### Super-G
| Rang | Name           | Land               | Punkte |
| ---- | -------------- | ------------------ | ------ |
| 1    | Erik Fisher    | Vereinigte Staaten | 350    |
| 2    | Robbie Dixon   | Kanada             | 271    |
| 3    | Gareth Sine    | Kanada             | 260    |
| 4    | Jake Zamansky  | Vereinigte Staaten | 227    |
| 5    | Jeffrey Frisch | Kanada             | 206    |

### Riesenslalom
| Rang | Name              | Land               | Punkte |
| ---- | ----------------- | ------------------ | ------ |
| 1    | Jake Zamansky     | Vereinigte Staaten | 393    |
| 2    | TJ Lanning        | Vereinigte Staaten | 270    |
| 3    | John Kucera       | Kanada             | 200    |
| 4    | Stefan Guay       | Kanada             | 150    |
|      | Evan Weiss        | Vereinigte Staaten | 150    |
|      | Davide Simoncelli | Italien            | 150    |

### Slalom
| Rang | Name              | Land               | Punkte |
| ---- | ----------------- | ------------------ | ------ |
| 1    | Paul Stutz        | Kanada             | 288    |
| 2    | Roger Brown       | Vereinigte Staaten | 237    |
| 3    | Patrick Biggs     | Kanada             | 212    |
| 4    | Pierrick Bourgeat | Frankreich         | 180    |
| 5    | Jimmy Cochran     | Vereinigte Staaten | 173    |

### Podestplätze
Disziplinen:
- DH = Abfahrt
- SG = Super-G
- GS = Riesenslalom
- SL = Slalom

| Datum      | Ort             | Dis. | 1. Platz                   | 2. Platz                   | 3. Platz                   |
| ---------- | --------------- | ---- | -------------------------- | -------------------------- | -------------------------- |
| 28.11.2005 | Keystone        | GS   | Kalle Palander (FIN)       | Erik Schlopy (USA)         | Fredrik Nyberg (SWE)       |
| 29.11.2005 | Keystone        | GS   | Davide Simoncelli (ITA)    | Daniel Albrecht (SUI)      | Alberto Schieppati (ITA)   |
| 30.11.2005 | Keystone        | SL   | Ted Ligety (USA)           | Pierrick Bourgeat (FRA)    | Markus Larsson (SWE)       |
| 1.12.2005  | Keystone        | SL   | Pierrick Bourgeat (FRA)    | Kentarō Minagawa (JPN)     | Alain Baxter (GBR)         |
| 8.12.2005  | Lake Louise     | DH   | Christopher Beckmann (USA) | Erik Fisher (USA)          | Kevin Francis (USA)        |
| 9.12.2005  | Lake Louise     | DH   | Erik Fisher (USA)          | Kevin Francis (USA)        | Jeffrey Frisch (CAN)       |
| 12.12.2005 | Panorama        | SG   | Robbie Dixon (CAN)         | Gareth Sine (CAN)          | Erik Fisher (USA)          |
| 13.12.2005 | Panorama        | SG   | Robbie Dixon (CAN)         | Jake Zamansky (USA)        | Jeffrey Frisch (CAN)       |
| 2.1.2006   | Hunter Mountain | GS   | Jake Zamansky (USA)        | TJ Lanning (USA)           | Stefan Guay (CAN)          |
| 3.1.2006   | Hunter Mountain | GS   | Jake Zamansky (USA)        | TJ Lanning (USA)           | Stefan Guay (CAN)          |
| 4.1.2006   | Hunter Mountain | SL   | Paul Stutz (CAN)           | Roger Brown (USA)          | Jesse Marshall (USA)       |
| 5.1.2006   | Hunter Mountain | SL   | Roger Brown (USA)          | Jesse Marshall (USA)       | Jake Zamansky (USA)        |
| 7.2.2006   | Apex            | SG   | Erik Fisher (USA)          | TJ Lanning (USA)           | Jeffrey Frisch (CAN)       |
| 8.2.2006   | Apex            | SG   | Erik Fisher (USA)          | Jan Hudec (CAN)            | Jake Zamansky (USA)        |
| 12.2.2006  | Big Mountain    | DH   | Gareth Sine (CAN)          | Christopher Beckmann (USA) | Jeffrey Frisch (CAN)       |
| 14.2.2006  | Big Mountain    | DH   | Jeffrey Frisch (CAN)       | Gareth Sine (CAN)          | Christopher Beckmann (USA) |
| 15.2.2006  | Big Mountain    | SG   | Jan Hudec (CAN)            | Stefan Guay (CAN)          | Andrew Weibrecht (USA)     |
| 14.3.2006  | Panorama        | GS   | John Kucera (CAN)          | Jake Zamansky (USA)        | Marc Berthod (SUI)         |
| 15.3.2006  | Panorama        | GS   | John Kucera (CAN)          | Jake Zamansky (USA)        | TJ Lanning (USA)           |
| 16.3.2006  | Panorama        | SL   | Marc Gini (SUI)            | Paul Stutz (CAN)           | Jimmy Cochran (USA)        |
| 17.3.2006  | Panorama        | SL   | Jimmy Cochran (USA)        | Patrick Biggs (CAN)        | Tom Rothrock (USA)         |

## Damen

### Gesamtwertung
| Rang | Name             | Land               | Punkte |
| ---- | ---------------- | ------------------ | ------ |
| 1    | Megan McJames    | Vereinigte Staaten | 988    |
| 2    | Caitlin Ciccone  | Vereinigte Staaten | 763    |
| 3    | Keely Kelleher   | Vereinigte Staaten | 627    |
| 4    | Chelsea Marshall | Vereinigte Staaten | 574    |
| 5    | Julia Littman    | Vereinigte Staaten | 565    |

### Abfahrt
| Rang | Name             | Land               | Punkte |
| ---- | ---------------- | ------------------ | ------ |
| 1    | Julia Littman    | Vereinigte Staaten | 260    |
| 2    | Larisa Yurkiw    | Kanada             | 220    |
| 3    | Chelsea Marshall | Vereinigte Staaten | 211    |
| 4    | Sherry Lawrence  | Kanada             | 180    |
| 5    | Megan McJames    | Vereinigte Staaten | 143    |
|      | Keely Kelleher   | Vereinigte Staaten | 143    |

### Super-G
| Rang | Name                   | Land               | Punkte |
| ---- | ---------------------- | ------------------ | ------ |
| 1    | Megan McJames          | Vereinigte Staaten | 510    |
| 2    | Caitlin Ciccone        | Vereinigte Staaten | 372    |
| 3    | Keely Kelleher         | Vereinigte Staaten | 312    |
| 4    | Véronique Archambault  | Kanada             | 276    |
| 5    | Marie-Pier Préfontaine | Kanada             | 236    |

### Riesenslalom
| Rang | Name                   | Land               | Punkte |
| ---- | ---------------------- | ------------------ | ------ |
| 1    | Megan McJames          | Vereinigte Staaten | 264    |
| 2    | Kristen Mielke         | Vereinigte Staaten | 240    |
| 3    | Christina Lustenberger | Kanada             | 229    |
| 4    | Kaylin Richardson      | Vereinigte Staaten | 165    |
| 5    | Shona Rubens           | Kanada             | 160    |

### Slalom
| Rang | Name            | Land               | Punkte |
| ---- | --------------- | ------------------ | ------ |
| 1    | Sterling Grant  | Vereinigte Staaten | 300    |
| 2    | Katie Hitchcock | Vereinigte Staaten | 278    |
| 3    | Caitlin Ciccone | Vereinigte Staaten | 210    |
| 4    | Annemarie Gerg  | Deutschland        | 180    |
| 5    | Jenny Lathrop   | Vereinigte Staaten | 176    |

### Podestplätze
Disziplinen:
- DH = Abfahrt
- SG = Super-G
- GS = Riesenslalom
- SL = Slalom

| Datum      | Ort              | Dis. | 1. Platz                     | 2. Platz                     | 3. Platz                    |
| ---------- | ---------------- | ---- | ---------------------------- | ---------------------------- | --------------------------- |
| 29.11.2005 | Winter Park      | SL   | Annemarie Gerg (GER)         | Michaela Kirchgasser (AUT)   | Kathrin Zettel (AUT)        |
| 30.11.2005 | Winter Park      | SL   | Monika Bergmann (GER)        | Annemarie Gerg (GER)         | Kathrin Zettel (AUT)        |
| 1.12.2005  | Winter Park      | GS   | Nicole Hosp (AUT)            | Kathrin Zettel (AUT)         | Megan McJames (USA)         |
| 2.12.2005  | Winter Park      | GS   | Marion Bertrand (FRA)        | Ana Drev (SLO)               | Brigitte Acton (CAN)        |
| 8.12.2005  | Lake Louise      | DH   | Sherry Lawrence (CAN)        | Shona Rubens (CAN)           | Larisa Yurkiw (CAN)         |
| 9.12.2005  | Lake Louise      | DH   | Larisa Yurkiw (CAN)          | Sherry Lawrence (CAN)        | Shona Rubens (CAN)          |
| 12.12.2005 | Panorama         | SG   | Danielle Poleschuk (CAN)     | Megan McJames (USA)          | Larisa Yurkiw (CAN)         |
| 13.12.2005 | Panorama         | SG   | Megan McJames (USA)          | Caitlin Ciccone (USA)        | Keely Kelleher (USA)        |
| 3.1.2006   | Mont Sainte-Anne | GS   | Kristen Mielke (USA)         | Marie-Pier Préfontaine (CAN) | Chirine Njeim (LIB)         |
| 4.1.2006   | Mont Sainte-Anne | GS   | Christina Lustenberger (CAN) | Keely Kelleher (USA)         | Kristen Mielke (USA)        |
| 5.1.2006   | Mont Sainte-Anne | SL   | Caitlin Ciccone (USA)        | Anna Goodman (CAN)           | Katie Hitchcock (USA)       |
| 6.1.2006   | Mont Sainte-Anne | SL   | Jenny Lathrop (USA)          | Sterling Grant (USA)         | Katie Hitchcock (USA)       |
| 5.2.2006   | Apex             | SG   | Megan McJames (USA)          | Bryna McCarty (USA)          | Keely Kelleher (USA)        |
| 6.2.2006   | Apex             | SG   | Megan McJames (USA)          | Caitlin Ciccone (USA)        | Bryna McCarty (USA)         |
| 8.2.2006   | Big Mountain     | SG   | Keely Kelleher (USA)         | Megan McJames (USA)          | Danielle Poleschuk (CAN)    |
| 9.2.2006   | Big Mountain     | SG   | Jonna Mendes (USA)           | Caitlin Ciccone (USA)        | Véronique Archambault (CAN) |
| 12.2.2006  | Big Mountain     | DH   | Jonna Mendes (USA)           | Bryna McCarty (USA)          | Julia Littman (USA)         |
| 13.2.2006  | Big Mountain     | DH   | Julia Littman (USA)          | Chelsea Marshall (USA)       | Véronique Archambault (CAN) |
| 14.3.2006  | Panorama         | SL   | Kaylin Richardson (USA)      | Sterling Grant (USA)         | Katie Hitchcock (USA)       |
| 15.3.2006  | Panorama         | SL   | Sterling Grant (USA)         | Katie Hitchcock (USA)        | Lauren Ross (USA)           |
| 16.3.2006  | Panorama         | GS   | Christina Lustenberger (CAN) | Shona Rubens (CAN)           | Kaylin Richardson (USA)     |
| 17.3.2006  | Panorama         | GS   | Kaylin Richardson (USA)      | Shona Rubens (CAN)           | Megan McJames (USA)         |